# 古木章光
古木 章光（ふるき あきみつ、1880年（明治13年）7月18日 - 没年不詳）は、台湾総督府官僚。

## 経歴
原籍は静岡県。学習院高等科を経て、1909年（明治42年）に東京帝国大学法科大学政治科を卒業した。台湾総督府財務局、殖産局に勤務し、財務局打狗出張所長、財務局金融課長、財務局税務課長を歴任した。
1924年（大正13年）、新竹州知事に就任し、1927年（昭和2年）に退官した。